# 嘎查
嘎查（汉语拼音字母：Gaqaa，东部标准音：[ɡ̊ɑt͡ʃʰɑ]）为中国大陆地方行政体系中，内蒙古自治区特有的一种最小的自治单位。

- 嘎查的行政区划级别与村或社区相同。
- 在农区，与之对应的行政区划为村。
- 在城镇等“非农业”（指不属于广义的第一产业）地区，与之对应的行政区划为社区。
- 嘎查达是嘎查的领导者，职能类似于村民委员会或居民委员会主任。

## 下级组织
嘎查之下有着类似村民小组（介于行政村与自然村之间）的组织：
- 在赤峰，一个嘎查牧委会下辖若干个独贵龙（汉语拼音字母：Dûgûilang），得名于近代的独贵龙运动；
- 在鄂尔多斯市和青海省，一个嘎查牧委会或一个（牧业村）牧委会下辖若干个牧业小组；
- 在内蒙古其他盟市，一个嘎查牧委会下辖若干个牧民小组。